# Radio Begum
Radio Begum est une station de radio afghane créée le 8 mars 2021 à l’occasion de la Journée des droits des femmes.
Créée par l'entrepreneuse et journaliste afghane Hamida Aman, son credo est une station faite par les femmes, pour les femmes.

## Présentation

### Création
Radio Begum est créée par l'association Begum Organization for Women (Organisation Begum pour les femmes), dite « BOW », fondée par l'entrepreneuse et journaliste afghane Hamida Aman. La station est lancée le 8 mars à l’occasion de la Journée des droits des femmes, dans un contexte de possible retour au pouvoir des talibans. Begum signifie « princesse », « femme de haut rang » ou encore « maîtresse »,.
Elle est dirigée par Saba Chaman.

### Diffusion et programmation
Radio Begum émet en direct et en continu sur Facebook, à Kaboul et aux alentours dans des zones plus rurales. En 2023, la radio est écoutée quotidiennement par 600 000 auditrices grâce à ses six émetteurs et obtient l'autorisation d'en utiliser quatre autres. Couvrant les trois quarts du pays, elle est devenue la première radio du pays selon sa fondatrice.
Elle propose des cours pour les élèves de collèges et lycées qui sont privées d’enseignement depuis le retour des talibans au pouvoir. Les programmes sont proposés dans les deux langues officielles du pays : en dari le matin et en pachto l'après-midi.

### Difficultés
Radio Begum continue d'émettre après le retour au pouvoir des talibans en août 2021. Cependant, selon sa directrice, Saba Chanan, elle doit uniquement se consacrer à l'éducation, proposer des sujets destinés aux femmes et disposer d'un espace séparé pour les femmes. Elle ne diffuse plus de musique afghane ou étrangère mais uniquement des Nat et Ham, des musiques religieuses qui glorifient le prophète et Dieu. 
La radio cesse temporairement d'émettre le 4 février 2025, à la suite d'une perquisition ayant mené à l'arrestation de deux salariés et à la saisie de matériel informatique,.

## Filmographie
- 2024 - Afghanistan : Radio Begum, la voix des résistantes, Arte Reportage, Solène Chalvon-Fioriti[14].